# Paloveopsis
Paloveopsis es un género monotípico de plantas de la subfamilia Caesalpinioideae de la familia de las legumbres Fabaceae. Su única especie: Paloveopsis emarginata Cowan, es originaria de Brasil.

## Descripción
Es un pequeño árbol que se encuentra en la Amazonia en Brasil y Guyana.